# Арбоскулптура
Арбоскулптура (на латински: arbor – дърво) или оформяне на дървета (на английски: tree shaping) е направление в изкуството, създаващо изкуство от живи дървета. Целта е да се предаде на дърветата форма, напълно различна от тази на естествените дървета и носеща съвсем различна естетическа идея. Времето от идеята до създаването на тези произведения продължава 8-10 години.

## История
Основоположник се счита Аксел Ерландсон, който през 1919 г. създава първото си произведение. През 1947 г. той създава калифорнийския парк „Цирк на дърветата“.

### Технически методи на създаване
Основните използвани техники са:
- Използване на поддържаща конструкция за получаването на желаната форма. След постигане на формата и установяването ѝ, конструкцията се премахва
- Използване на методите на присаждането между отделни дървета или клони на едно дърво. Трябва да се използва съответният подходящ сезон за присаждане.
- Подрязване на клони с цел да се премахнат излишни, както и да не се превишава височината на готовата скулптура, която се желае.